# Jungulu Island
Jungulu Island är en ö i Australien. Den ligger i delstaten Western Australia, omkring 2 000 kilometer nordost om delstatshuvudstaden Perth. Arean är 51 kvadratkilometer. Den sträcker sig 9,4 kilometer i nord-sydlig riktning, och 13,0 kilometer i öst-västlig riktning.
Savannklimat råder i trakten. Genomsnittlig årsnederbörd är 1 890 millimeter. Den regnigaste månaden är februari, med i genomsnitt 596 mm nederbörd, och den torraste är augusti, med 1 mm nederbörd.